# سانانتاچات تاناپات‌پیسال
سانانتاچات تاناپات‌پیسال (تایلندی: ศนันธฉัตร ธนพัฒน์พิศาล؛ ۲۰ ژوئن ۱۹۹۴) که همچنین با نام فون/سانن معروف است، بازیگر تایلندی است. او به خاطر بازی در سریال‌های تلویزیونی هورمون‌ها: سریال و پسر اجاره‌ای (۲۰۱۹) معروف است.

## فیلم‌شناسی
سریال تلویزیون
- ۲۰۱۷: داستانهای عاشقانه بانکوک (Bangkok Love Stories)
- ۲۰۱۹: پسر اجاره‌ای[۲]

فیلم
- ۲۰۱۲: هفت چیزی[۳]